# Herbert Huster

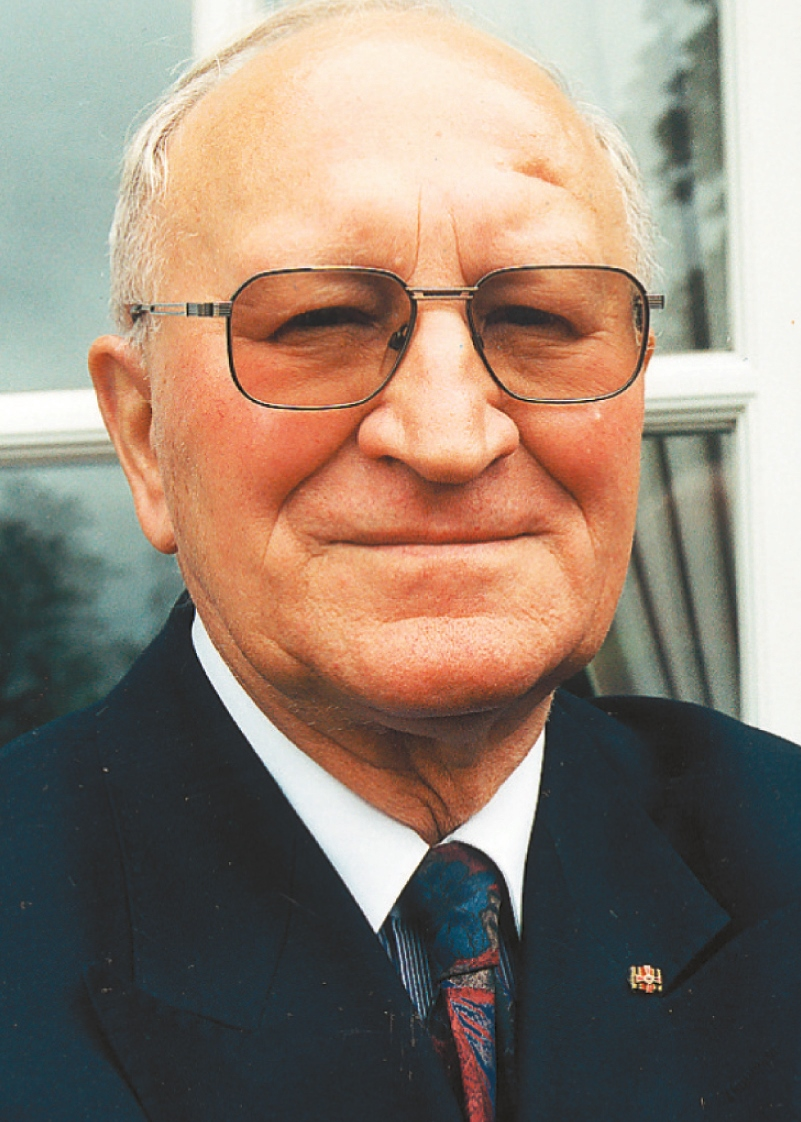
Herbert Huster

Herbert Enno Huster (* 15. Dezember 1921 in Mühltroff, Vogtland; † 13. Januar 2005 in Otterndorf) war ein deutscher Zeitungsverleger. Er erlernte 1939 das Handwerk des Schweizerdegen in der Buchdruckerei Feodor Frotscher in Mühltroff.

## Leben
Zu Beginn des Zweiten Weltkriegs meldete er sich kurz vor seinem 18. Geburtstag zur Marine. Er fuhr sieben Monate als W.O. auf einem M-Boot 40 und sechs Monate als Kommandant auf einem R-Boot und wurde zu Kriegsende im Juni 1945 als Leutnant zur See (d. Res.) entlassen. Huster blieb in Norddeutschland und heiratete im Juni 1945 Hilmtrud von Hassel, mit der er einen Sohn und eine Tochter hatte. Nach dem Tod seiner ersten Frau im Jahre 1993 heiratete er 2000 Anneliese Röder.
1943 bewarb er sich als Schriftsetzer in einer Buchdruckerei in Otterndorf. Die im Jahre 1848 gegründete „Otterndorfer Zeitung“ wurde 1894 von Johann und Robert Hottendorff als die „Nordhannoversche Landeszeitung“ gekauft. 1949 nahmen die Hottendorffs die Verbindung zum Hamburger Verlag Giradet & Co. auf und es entstand die „Niederdeutsche Zeitung“. Bereits 1954 fusionierte die „Niederdeutsche“ mit der in Neuhaus/Oste ansässigen „Hadler-Zeitung“ zur „Niederelbe-Zeitung“.
Von den Altverlegern Johann und Robert Hottendorff wurde Huster mit der Aufgabe betraut, für einen Neuanfang zu sorgen. Er etablierte 1967 als Geschäftsführer die „Zeitungsgruppe Nord“ – eine Anzeigenkombination von 13 Verlagen im Hamburger Umland. Sieben Jahre später legte er dann den Grundstein für die „Wirtschaftsraumkombination Hamburg“ (Wirako), in der neben den kleinen eigenständigen Verlagen auch der Springer-Konzern eingebunden war.
1961 gründete er eine eigene Buchdruckerei „Niederelbe-Druck“ und er brachte zahlreiche heimatgeschichtliche, dokumentarische und wissenschaftliche Bücher heraus.
Im Mai 1965 wurde der Verlagsleiter Herbert Huster persönlich haftender Gesellschafter des Zeitungsverlages Hottendorff KG und bereits 1969 erfolgte die Verlegung des Firmensitzes von der Schleusenstraße zur Gutenbergstraße (seit 2013 in „Herbert-Huster-Straße“ umbenannt).
Eine wesentliche Rolle spielte das Jubiläum im Jahre 1965 „Helgoland – 75 Jahre deutsch“ zu dem sich Helgolands Bürgermeister H.P. Rickmers, Carl Röper als Vorsitzender des Vereins Helgoland und Verleger Herbert Huster entschlossen, ein Buch aufzulegen. Das Buch „Helgoland – Schicksal einer Heimat“ und die Zeitschrift „Der Helgoländer“ (zunächst als Beilage der „Cuxhavener Allgemeinen“) waren die Basis einer neuen, publizistischen Zeit für Insel und Insulaner. Etliche weitere Bücher über Helgoland aus dem Hause „Niederelbe-Druck“ folgten. „Der Helgoländer“ – ein Monatsmagazin feierte im Aug. 2014 ihr 50-jähriges Jubiläum.
Herbert Huster war 2. Vorsitzender des Helgoland-Vereins, der bis zum 31. Dezember 1965 den Namen führte: Verein zur Förderung vorgeschichtlicher Untersuchungen im Wattenmeer und in der Deutschen Bucht e. V. Ehrenmitglied war Jürgen Spanuth, dessen Ideen man sich auch verpflichtet fühlte. „Der Helgoländer“ wurde ursprünglich von diesem Verein herausgegeben.
Bereits im Juli 1959 wurde eine Bezirksausgabe der „Niederelbe-Zeitung“ als „Cuxhavener Allgemeine“ mit einer Auflage von 2.000 Exemplaren herausgebracht.
Im Juli 1970 kam es zur ersten Fusion in Cuxhaven und die „Cuxhavener Allgemeine“ und die „Cuxhavener Zeitung“ gingen in der „Neuen  Cuxhavener Zeitung“ auf und bereits sechs Jahre später fusionierte sie mit der „Cuxhavener Presse“ zur heutigen „Cuxhavener Nachrichten“.
Seit dem Jahre 2005 werden die „Cuxhavener Nachrichten“ und „Niederelbe-Zeitung“ unter dem Dach einer Firma der „Cuxhaven-Niederelbe Verlagsgesellschaft mbH & Co KG“ herausgebracht.
Huster war in Gremien des „Verbandes Nordwestdeutscher Zeitungsverlage“ (VNZV) und des „Bundesverbandes Deutscher Zeitungsverleger“ (BDZV) tätig. Er gehörte von 1979 bis 1999 dem VNZV-Vorstand an, wo er sich insbesondere für die lokalen und regionalen Zeitungsverlage einsetzte. Lange Jahre hatte er zudem maßgeblich die Tarifpolitik des VNZV durch seine Mitarbeit im Tarifausschuss des Landesverbandes bestimmt.
Er gehörte seit vielen Jahrzehnten zahlreichen Vereinigungen und Organisationen an, engagierte sich ehrenamtlich für verschiedene Projekte (insbesondere in Otterndorf, Mühltroff und auf Helgoland).
Bereits 1957 wurde er in die Cuxhavener Freimaurerloge Anschar zum Friedenshafen aufgenommen. Sein Wahlspruch lautete: „Bewahren, bewähren und in die Zukunft wirken“.

## Auszeichnungen
- 1972 – Verdienstkreuz 1. Klasse des Niedersächsischen Verdienstordens
- 1985 – Verdienstkreuz 1. Klasse des Verdienstordens der Bundesrepublik Deutschland
- 1992 – Ehrenring der Stadt Otterndorfer
- 1994 – Ehrenzeichen des Landkreises Cuxhaven in Gold
- 1998 – Großes Verdienstkreuz des Niedersächsischen Verdienstordens

## Publikationen von Niederelbe-Druck (Auszug)

### Helgoland
- Naturdenkmal Lummenfels  Helgoland – Dr. Gottfried Vauk, 1985
- Helgoland – Schicksal einer Heimat – Rickmers, Röper, Huster, 1965, 1974/75 + 1986
- Helgoland im Wiederaufbau – Rickmers, Sahling, 1990
- Helgoland, 100 Jahre deutsch – Rickmers, Huster, 1990
- Helgoland – eine Insel auf dem Weg nach Europa – H.P. Rickmers, Fr. Woosnam, 1992